# Stigmatomma impressifrons
Stigmatomma impressifrons is een mierensoort uit de onderfamilie van de Amblyoponinae. De wetenschappelijke naam van de soort is voor het eerst geldig gepubliceerd in 1869 door Emery.